# Always on the Run (Lenny Kravitz)
Always on the Run è una canzone di Lenny Kravitz. Si tratta del primo singolo estratto dal suo secondo album in studio, Mama Said (1991).

## Descrizione
Fu realizzata con la collaborazione di Slash, chitarrista dei Guns N' Roses. Slash concepì il brano inizialmente per i Guns, ma poiché l'ex batterista Steven Adler aveva difficoltà a suonarlo, decise di farlo insieme a Kravitz.
Il 6 giugno 1992, durante la tappa a Parigi dello Use Your Illusion Tour, Kravitz si unì in concerto ai Guns ed eseguì con loro "Always on the Run".
La canzone si trova anche nel videogioco Guitar Hero: Aerosmith e nel film con Adam Sandler Waterboy.

## Video musicale
Il video, in bianco e nero e diretto da Jesse Dylan, riprendeva Kravitz e Slash che eseguivano la canzone.

## Successo commerciale
Subito dopo la sua pubblicazione, Always on the Run arrivò all'ottavo posto della classifica Modern Rock Tracks, stilata da Billboard.

## Tracce
1. Always on the Run
2. Butterfly
3. Light Skin Girl from London
4. Always on the Run (instrumental)